# Đồng dạng

Các hình vẽ đồng màu thì đồng dạng với nhau.

Đồng dạng là một khái niệm của hình học mà trong đó các hình có hình dạng và cấu trúc giống nhau nhưng khác nhau về kích thước. Nói một cách chính xác hai hay nhiều hình đồng dạng là kết quả của các phép biến hình hình học. Ví dụ các hình tự đồng dạng có sẵn như tất cả các hình tròn đều đồng dạng với nhau, tất cả các hình vuông đều đồng dạng với nhau, tất cả các tam giác đều đều đồng dạng với nhau nhưng không phải với hình elip, chữ nhật, tam giác nào cũng đồng dạng với nhau.

## Hai tam giác đồng dạng

### Định nghĩa
{\displaystyle \bigtriangleup ABC}{\displaystyle \backsim }{\displaystyle \bigtriangleup A'B'C'}{\displaystyle \Leftrightarrow } {\displaystyle {\frac {AB}{A'B'}}={\frac {BC}{B'C'}}={\frac {AC}{A'C'}}=k};     {\displaystyle \angle A=\angle A',\angle B=\angle B',\angle C=\angle C'}
ᔕ là kí hiệu đồng dạng, nó giống một dấu ngã ngược và đúng ra nó là chữ S nằm ngang. Nhưng nếu viết S đứng thì sẽ dễ gây nhầm lẫn với các kí hiệu khác nên người ta làm ngang chữ S.
Để gõ được ký hiệu này, có thể dùng ký tự sau đây khi sử dụng các trình gõ văn bản như Word,...: ᔕ
Việc đưa ra các trường hợp đồng dạng dựa trên cách quy về định nghĩa.

### Các trường hợp nhận biết tam giác đồng dạng
Hai tam giác bất kì {\displaystyle \bigtriangleup ABC} và {\displaystyle \bigtriangleup A'B'C'} được gọi là đồng dạng với nhau khi và chỉ khi chúng thỏa mãn một trong các trường hợp sau:

#### Trường hợp 1: Cạnh–Cạnh–Cạnh (c.c.c)
nếu ta có {\displaystyle {\frac {AB}{A'B'}}={\frac {BC}{B'C'}}={\frac {AC}{A'C'}}=k} với {\displaystyle {\mathit {k}}} là hệ số tỉ lệ

#### Trường hợp 2:Cạnh–Góc–Cạnh (c.g.c)
nếu ta có {\displaystyle {\frac {AB}{A'B'}}={\frac {BC}{B'C'}}=k} và có góc hợp bởi 2 cạnh kể trên tương ứng của 2 tam giác bằng nhau, ở đây là góc {\displaystyle {\mathit {B}}} và góc {\displaystyle {\mathit {B\,'}}}.

#### Trường hợp 3: Góc–Góc (g.g)
nếu ta có {\displaystyle {\mathit {A=A'}}} và {\displaystyle {\mathit {B=B\,'}}} thì 2 tam giác đồng dạng, vì theo Định lý tổng 3 góc trong tam giác thì hiển nhiên {\displaystyle {\mathit {C=C\,'}}}.

### Các trường hợp nhận biết tam giác vuông đồng dạng
Riêng với tam giác vuông ta có các trường hợp sau:

#### Trường hợp 1: Góc nhọn
Nếu 2 tam giác vuông có 2 góc nhọn tương ứng bằng nhau thì chúng được gọi là đồng dạng với nhau vì đương nhiên trừ góc vuông ở cả hai tam giác vuông thì góc nhọn còn lại đương nhiên phải bằng nhau.

#### Trường hợp 2: Cạnh–Cạnh
Nếu 2 cạnh góc vuông của tam giác vuông này tương ứng tỉ lệ với 2 cạnh của tam giác vuông kia thì 2 tam giác vuông ấy đồng dạng với nhau, vì trong tam giác vuông góc xen giữa 2 cạnh ấy chính là góc vuông và chúng luôn bằng nhau.

#### Trường hợp 3: Cạnh huyền–cạnh góc vuông
Nếu một cạnh huyền và một cạnh góc vuông của tam giác vuông này tương ứng tỉ lệ với cạnh huyền và cạnh góc vuông của tam giác vuông kia thì 2 tam giác vuông đó đồng dạng với nhau. Định lý này có thể chứng minh bằng định lý Py-ta-go.

### Tính chất của tam giác đồng dạng:

#### 1.Đối xứng
{\displaystyle \bigtriangleup ABC\backsim \bigtriangleup A'B'C'\Leftrightarrow \bigtriangleup A'B'C'\backsim \bigtriangleup ABC}

#### 2.Phản xạ
2 tam giác bằng nhau thì đồng dạng với nhau, tuy nhiên điều ngược lại chưa chắc đúng, 2 tam giác đồng dạng với nhau chưa chắc bằng nhau. Tính chất này còn được phát biểu theo một cách khác là mọi tam giác đều đồng dạng với chính nó.

#### 3.Bắc cầu
{\displaystyle \bigtriangleup ABC\backsim \bigtriangleup A'B'C'},{\displaystyle \bigtriangleup A'B'C'\backsim \bigtriangleup A''B''C''\Leftrightarrow \bigtriangleup ABC\backsim \bigtriangleup A''B''C''}
2 tam giác đồng dạng có độ dài 2 đường trung tuyến, phân giác, đường cao và chu vi tương ứng tỉ lệ với nhau và bằng tỉ số đồng dạng. Tỉ số diện tích của 2 tam giác đồng dạng bằng bình phương tỉ số đồng dạng. Đường trung trực không liên quan đến tam giác đồng dạng.
Các tam giác đồng dạng có định lý sau:
Định lý Ta-lét: Kẻ một đường thẳng song song với một cạnh bất kì của tam giác và cắt hai cạnh còn lại thì nó tạo trực tiếp trên tam giác cũ một tam giác mới đồng dạng với một tam giác đã cho.
Tất cả các kiến thức này đều được ghi trong SGK Toán lớp 8 tập 2.

## Ứng dụng của tam giác đồng dạng
Tam giác đồng dạng được sử dụng để đo độ cao của một điểm hay một khoảng cách mà ta không tới được và vẽ hình đối đồng dạng, hoặc để chế tạo thước đo độ dày.

## Hình đồng dạng

### Đa giác đều n cạnh
Mọi đa giác đều có cùng {\displaystyle {\textit {n}}} cạnh thì luôn đồng dạng với nhau vì theo công thức {\displaystyle (n-2)180^{\circ }} thì các đa giác này có số đo các góc đều như nhau và vì chúng có độ dài các cạnh luôn tỉ lệ nên luôn đồng dạng.

## Các đường cong tương tự
Một số loại đường cong có thuộc tính mà tất cả các ví dụ của kiểu đó đều giống nhau. Bao gồm các:
- Vòng kết nối
- Parabolas
- Hyperbolas có độ lệch tâm
- Elip của một lệch tâm cụ thể
- Catenaries
- Đồ thị của logarit chức năng cho các cơ sở khác nhau
- Đồ thị của hàm số mũ cho các cơ sở khác nhau
- Vòng xoắn lôgarít

## Tính tương tự trong không gian Euclidean
Một sự tương đồng (còn gọi là chuyển đổi tương tự hoặc hình trạng ) của một không gian Euclide là một song ánh {\displaystyle {\textit {f}}} từ không gian vào chính nó rằng sẽ nhân tất cả các khoảng cách bởi cùng tích cực số thực {\displaystyle {\textit {r}}}, do đó đối với bất kỳ hai điểm {\displaystyle {\textit {x}}} và {\displaystyle {\textit {y}}} chúng ta có
{\displaystyle d(f(x),f(y))=rd(x,y)}
Trong đó {\displaystyle d(f(x),f(y))} là khoảng cách Euclide từ {\displaystyle {\textit {x}}} đến {\displaystyle {\textit {y}}}. Các vô hướng {\displaystyle {\textit {r}}} có nhiều tên gọi trong các tài liệu bao gồm; các tỷ lệ giống nhau , các yếu tố kéo dài và các hệ số tương đồng . Khi {\displaystyle r=1} một điểm tương đồng được gọi là phép đo đẳng độ (chuyển động cứng). Hai bộ được gọi là tương tự nếu một là hình ảnh của cái khác dưới một sự tương tự.
Là một bản đồ {\displaystyle {\textit {f}}} :  , một sự tương tự của tỷ số r có dạng
{\displaystyle f(x)=rAx+t}
nơi Một ∈ O n (ℝ) là một n × n ma trận trực giao và t ∈ ℝ n là một vector dịch.
Tương tự bảo toàn các mặt phẳng, đường thẳng, vuông góc, điểm giữa, khoảng cách giữa các khoảng cách và các đoạn thẳng.  giống nhau bảo vệ các góc độ nhưng không nhất thiết phải bảo vệ định hướng, mô hình trực tiếp bảo vệ định hướng và các mô hình tương phản thay đổi nó. 
Các điểm tương đồng của không gian Euclide tạo thành một nhóm dưới sự hoạt động của thành phần được gọi là điểm tương đồng nhóm S .  Các mô hình trực tiếp hình thành nên một phân nhóm bình thường của S và nhóm E ( n ) Euclidean của đồng vị cũng hình thành một phân nhóm bình thường.  Nhóm tương tự S tự nó là một phân nhóm của nhóm affine, vì vậy mỗi sự giống nhau là sự chuyển đổi affine.
Người ta có thể xem các mặt phẳng Euclide như máy bay phức tạp,  có nghĩa là, như một không gian 2 chiều so với số thực. Các phép biến đổi tương tự 2D có thể được biểu diễn bằng số học phức tạp và được cho bởi f ( z ) = az + b (trực tiếp similitudes) và f ( z ) = a z + b (ngược lại giả thuyết), trong đó a và b là phức tạp Số, a ≠ 0 . Khi | A | = 1 , những điểm tương đồng này là đẳng số.

## Tính tương tự trong không gian số liệu nói chung
Tam giác Sierpiński. Một không gian có chiều hướng tương tự nhau log 3/log 2 = log 2 3 , khoảng 1,58. (Từ kích thước Hausdorff.)
Trong một vị tướng không gian metric ( X , d ) , một chính xác hình trạng là một chức năng f từ không gian metric X vào bản thân rằng sẽ nhân tất cả các khoảng cách bởi cùng tích cực vô hướng r , được gọi là f 's yếu tố co, do đó đối với bất kỳ hai điểm x Và y chúng ta có
{\displaystyle d(f(x),f(y))=rd(x,y)}
Phiên bản yếu tương tự sẽ ví dụ có f là một song phương Lipschitz chức năng và vô hướng r giới hạn
{\displaystyle \lim _{n\to \infty }{\frac {d(f(x),f(y))}{d(x,y)}}=r}

Tam giác Sierpiński. Một không gian có chiều hướng tương tự nhau log 3/log 2 = log _{2} 3, khoảng 1,58. (Từ kích thước Hausdorff.)

Phiên bản yếu hơn này được áp dụng khi chỉ số này là một sự phản kháng hiệu quả đối với một bộ tự tương tự.
Một tập con tương tự của một không gian số liệu ( X , d ) là tập K mà tồn tại tập hữu hạn { f s } s ∈ S với các yếu tố co ngót 0 ≤ r s <1 sao cho K là nhỏ gọn duy nhất Tập con của X trong đó
{\displaystyle \bigcup _{s\in S}fs(K)=K}
Những bộ tự tương tự có một phép đo tương tự μ D với kích thước D được cho bởi công thức
{\displaystyle \sum _{s\in S}(r_{s})^{D}=1}
Mà thường (nhưng không phải luôn luôn) bằng với kích thước Hausdorff của tập và kích thước đóng gói. Nếu chồng chéo giữa f s ( K ) là "nhỏ", chúng ta có công thức đơn giản sau đây để các biện pháp:
{\displaystyle \mu ^{D}(fs1\circ fs2\circ ...\circ fsn(K))=(rs1\cdot rs2\cdot \cdot \cdot rsn)^{D}}

## Tô pô học
Trong topology, một không gian số liệu có thể được xây dựng bằng cách xác định một điểm tương đồng thay vì khoảng cách. Sự tương tự là một chức năng sao cho giá trị của nó lớn hơn khi hai điểm gần nhau hơn (trái với khoảng cách, đó là một mức độ không giống nhau: càng gần điểm thì khoảng cách càng ngắn).
Định nghĩa về sự giống nhau có thể khác nhau giữa các tác giả, tùy thuộc vào thuộc tính nào là mong muốn. Các tính chất chung cơ bản là
1. Tích cực xác định:
{\displaystyle \forall (a,b),S(a,b)\geq 0}
Biết bởi sự giống nhau của một phần tử trên bản thân nó ( tự động tương tự ):
2. {\displaystyle S(a,b)\leq S(a,a)} {\displaystyle and} {\displaystyle \forall (a,b),S(a,b)=S(a,a)\Leftrightarrow a=b}

Có thể gọi thêm thuộc tính, chẳng hạn như độ phản xạ ({\displaystyle \forall (a,b),S(a,b)=S(b,a)}) Hoặc độ hoàn chỉnh ({\displaystyle \forall (a,b),S(a,b)<\infty }). Giá trị trên thường được đặt ở mức 1 (tạo ra khả năng giải thích theo xác suất của sự tương đồng).

## Tâm lý học
Trực giác về khái niệm đồng dạng hình học đã xuất hiện với các trẻ em nhỏ, thể hiện trong các tranh vẽ của chúng. 

## Đại số
2 đơn thức được gọi là đồng dạng với nhau khi chúng có cùng phần biến.
Ví dụ: {\displaystyle x^{2}y} ᔕ {\displaystyle {\frac {3}{2}}x^{2}y};  {\displaystyle 2x\nsim 2y}

## Sách tham khảo
- Henderson, David W.; Taimina, Daina (2005), Experiencing Geometry/Euclidean and Non-Euclidean with History (ấn bản thứ 3), Pearson Prentice-Hall, ISBN 978-0-13-143748-7
- Jacobs, Harold R. (1974), Geometry, W.H. Freeman and Co., ISBN 0-7167-0456-0
- Pedoe, Dan (1988) [1970], Geometry/A Comprehensive Course, Dover, ISBN 0-486-65812-0
- Sibley, Thomas Q. (1998), The Geometric Viewpoint/A Survey of Geometries, Addison-Wesley, ISBN 978-0-201-87450-1
- Smart, James R. (1998), Modern Geometries (ấn bản thứ 5), Brooks/Cole, ISBN 0-534-35188-3
- Stahl, Saul (2003), Geometry/From Euclid to Knots, Prentice-Hall, ISBN 978-0-13-032927-1
- Venema, Gerard A. (2006), Foundations of Geometry, Pearson Prentice-Hall, ISBN 978-0-13-143700-5
- Yale, Paul B. (1968), Geometry and Symmetry, Holden-Day